# Chitambo (Distrikt)
Chitambo ist einer von elf Distrikten in der Zentralprovinz in Sambia. Er hat eine Fläche von 5252 km² und es leben 100.603 Menschen in ihm (2022). Er wurde 2012 vom Distrikt Serenje getrennt und liegt etwa 357 km nordöstlich von Kabwe an der Great North Road. Er grenzt an Serenje, Samfya (Provinz Luapula), Lavushimanda (Provinz Muchinga) und die Demokratische Republik Kongo.
Das Livingstone Memorial befindet sich in diesem Distrikt.

## Landwirtschaft und Agrarverarbeitung
Der Distrikt Chitambo verfügt über eine sehr gute Niederschlagsverteilung während der Regenzeit, was die landwirtschaftliche Produktion begünstigt. Darüber hinaus unterstützt das Bodenprofil des Distrikts den Ackerbau, insbesondere den Anbau von Hülsenfrüchten wie Bohnen, Sojabohnen und Straucherbsen. Zu den weiteren Pflanzen, die ein hohes Potenzial haben und im Distrikt angebaut werden, gehören: Fingerhirse, Süßkartoffeln, Erdnüsse, Sonnenblumen, Kürbisse, Wassermelonen, Ananas und andere Gemüsepflanzen, die außerhalb der Saison angebaut werden. Der Distrikt gibt an, über 15.000 Kleinbauern zu haben. Aufgrund der großen Zahl von Kleinbauern und der großen Vielfalt an angebauten Feldfrüchten im Distrikt bestehen Möglichkeiten für Investitionen in die landwirtschaftliche Verarbeitung und Verpackung der angebauten Feldfrüchte. Die vielen Kleinbauern könnten problemlos Out-Grower-Programme gründen, um eine nachhaltige Versorgung der östlichen Märkte über Tansania, der westlichen Märkte über die Demokratische Republik Kongo und vor Ort mit dem erforderlichen Input für die Verarbeitung zu gewährleisten.